# H-20 (航空機)
H-20（轟二十型、轟炸二十型、Hong-20）は2019年10月現在、中国人民解放軍が開発中の戦略爆撃機である。機体形状は未公開ながら、尾翼のない全翼機で、外観は米軍のステルス爆撃機B-2に酷似しているとされる。

## 開発状況
開発の存在は2016年9月1日、吉林省長春市での「空軍航空開放日」にて中国人民解放軍空軍司令馬暁天上将によるスピーチにより明らかにされた。同年5月24日には中国航空工業集団（AVIC）の広報誌「中国航空報」で全翼ステルス無人爆撃機「利剣」の開発で技術的に重要な成果を上げたことが発表され、次期ステルス戦略爆撃機の開発にも役立てられる可能性が報じられていた。
2018年5月8日、中国航空工業集団は西安飛機工業の創業60周年記念の宣伝動画「大国の離陸」を発表し、この動画の最後では、全身を布で覆われた航空機の輪郭の写真が公開され、次世代長距離戦略爆撃機の可能性が高いと分析された（誰によってかは不明瞭）。実際、『エアフォース・マンスリー』誌は基礎設計は2011年までに完成、西安飛機工業公司と603航空研究所が開発・製造を行っていると報じている。さらに中国の国営放送局である中央電視台国際チャンネルのニュース番組「今日亜洲」ではH-20をB-2のような全翼機と推察、さらに以下の想定スペックを報じている。
- 航続距離 1.3万キロメートル
- ペイロード 30 - 40トン
- 最大離陸重量 180 - 200トン

なお、同様にアメリカ国防総省の中国の軍事力に関する年次報告書の2018年度版では以下のように報じている。
『Ma Xiaotianの2016年の公式声明によれば、中国は新世代の長距離爆撃機としてH-20を10年以内に完成させるであろう。
- 多くの第5世代技術を採用
- 最低8,500 kmの航続距離
- 最低10トンのペイロード
- 通常兵器と核兵器の双方を運用可能
- H-20のプロトタイプの可能性が高い写真によれば、B-2およびX-47Bに類似した形状が示唆されている』

2018年8月、中央電視台国際チャンネルは「新型長距離戦略爆撃機H-20の研究開発で重大な進展があった」と報道。また10月10日付の環球時報英語版は軍事専門家の見方として、電子機器などのテストを終え試験飛行が近いという見方を伝えた。